# Skuld (1879)
Skuld, officiellt HM Kanonbåt Skuld, var en kanonbåt i svenska flottan. Hon byggdes av Karlskronavarvet och sjösattes den 4 oktober 1879. 1906 plockades hennes bestyckning bort. Efter tiden som kanonbåt användes hon som försöksfartyg för provning av kol. Från 1907 användes hon för provning av trådlös kommunikation över längre avstånd. 1916–1928 användes hon som ubåtsdepåfartyg och verkade fram till 1930. Efter utrangeringen användes hon 1932–1948 som värmecentral för ubåtar. Hon skrotades 1948.

## Utlandsresa

### 1881
Reste tillsammans med HMS Verdande.
- Sverige
- Köpenhamn, Danmark
- Fredrikshamn, Danmark
- Sverige